# Lalo Mora
Eduardo Mora Hernández (La Arena, Los Ramones, Nuevo León, México; 24 de enero de 1947), más conocido por su nombre artístico Lalo Mora, es un cantante mexicano del género regional mexicano. Se ha mantenido en la escena musical por más de 50 años, siendo reconocido como uno de los «representantes del regional mexicano». Fue integrante de la banda mexicana Los Invasores de Nuevo León.
Es conocido en el medio artístico como El rey de mil coronas.

## Biografía
Lalo Mora nació el 24 de enero de 1947 en la localidad de La Arena, municipio de Los Ramones, Nuevo León (México).
Se interesó por la música a temprana edad y a los 20 años inició su carrera artística. Conformó un dueto con Guadalupe Mendoza que fue conocido como Lupe y Lalo. Para finales de la década de 1970 se unió al grupo Los Invasores de Nuevo León, donde permaneció hasta 1993. En ese mismo año emprendió su carrera como solista y desde entonces lanzó al mercado varias producciones musicales.
En 2020 adquirió el COVID-19. Superó la enfermedad después de una largo proceso de recuperación.
Es padre de 15 hijos de diferentes mujeres entre ellos: Alba, Esmeralda, Flor, Clara, Aurora, Yahaira, Eduardo Jr. , Siomara, Barbara, Eduardo Santiago, Marcella, Narciclar Eduardo, Clarissa Hasel, Marilyn y Eduardo Narciclar quien falleció en 2016.

## Discografía
Álbumes de estudio
- 1994: Canciones y Corridos de Alto Rango
- 2006: El Hombre Que Más Te Amo
- 2008: Le Canta a México
- 2010: Ilumina Señor a México